# Förväntningsgapet
Förväntningsgapet inom revision (expectations gap) innebär att intressenternas uppfattning om vad revisorn kan och får göra inte överensstämmer med verkligheten. Begreppet användes först inom revision av Liggio , där han definierar förväntningsgapet som skillnader i förväntningar mellan revisor och bokslutsanvändare. Därefter har definitionen breddats av The Cohen Commission  genom att också beakta vad allmänheten förväntar sig och vad en revisor i praktiken kan åstadkomma.  Exempel på områden där förväntningsgap kan förekomma är årsredovisningens riktighet, konkurs, förskingringar och andra ekonomiska svårigheter och oegentligheter.
Den så kallade revisionsrisken som innebär risken att revisorn ger ett oriktigt uttalande angående de finansiella rapporterna då dessa innehåller väsentliga felaktigheter bidrar också till förväntningsgapet. Revisionsberättelsen ger nämligen endast en rimlig säkerhet att redovisningen inte innehåller väsentliga felaktigheter och det kan därför finnas felaktigheter som revisorn inte upptäckt. Revisorn bör enligt ISA 200 minska revisionsrisken till en godtagbart låg nivå men förväntas inte minska revisionsrisken till noll. Men till följd av orealistiska förväntningar på revisorn och revisionen så tror många användare av de finansiella rapporterna att revisorn är ansvarig att minska revisionsrisken till noll genom att hitta alla oegentligheter och felaktigheter samt att revisorns uttalande i revisionsberättelsen ger full säkerhet att inga felaktigheter finns i de finansiella rapporterna.
Ett flertal undersökningar har konstaterat att intressenter har orimliga förväntningar på revisorn för upptäckande av bedrägeri . Ett exempel på orimliga förväntningar är att intressenterna förväntar sig att få råd och lösningar på alla problem, vilket inte alltid är möjligt eftersom revisorn måste vara opartisk och självständig.
Enligt Porter  består förväntningsgapet av två komponenter: ett gap i rimlighet och ett gap i prestationer. Gapet i rimlighet innebär vad samhället förväntar sig att revisorn ska åstadkomma jämfört med vad revisorn rimligen kan åstadkomma. Gapet i prestationer innebär vad samhället rimligen kan förvänta sig att revisorn skall åstadkomma och vad de uppfattas åstadkomma. Vidare argumenterar Porter att rimlighetsgapet uppstår till följd av orimliga förväntningar från samhället och prestationsgapet uppstår till följd av bristfälliga prestationer samt bristfälliga standarder.

## Åtgärder för att minska förväntningsgapet
Det finns två huvudsakliga åtgärder för att minska förväntningsgapet. Den ena är att utbilda och informera intressenter om revisorns uppgifter och lagstiftning och reglering kring revision. Den andra möjligheten är att tydligt separera styrelsens och revisorns ansvar. 
Enligt Cohen et al. går förväntningsgapet att reducera genom att förbättra revisionsstandarder och -lagar, men inte att eliminera helt på grund av förväntningar som delvis skapas av media.  
Det har gjorts ett flertal undersökningar och förslag för att minska förväntningsgapet av både forskare och yrkeskunniga. Förväntningsgapet minskar till följd av bland annat mera detaljerade och utförliga revisionsberättelser  , ökad kunskap och medvetenhet bland allmänheten angående revisionens natur och dess begränsningar, mera strukturerade revisionsmetoder och “auditor decision aids” från revisionsbyråernas sida samt bredare ansvar hos revisorn   .

## Lagstiftning och reglering
De internationella revisionsstandarderna (ISA, International Standards on Auditing) innehåller riktlinjer om revisorns ansvar och uppgifter, vilka kan bidra med insikt i vad revisorn verkligen skall och har rätt att göra och således förebygga eller rätta till eventuella missförstånd. Exempelvis i ISA 200 klargörs att den oberoende revisorns övergripande mål är  a)  “att uppnå rimlig säkerhet att de finansiella rapporterna i sin helhet inte innehåller väsentliga felaktigheter, vare sig de beror på oegentligheter eller på fel, och därigenom kunna uttala sig om huruvida de finansiella rapporterna, i alla väsentliga hänseenden, har upprättats enligt ett tillämpligt ramverk för finansiell rapportering”, och b) “att uttala sig om de finansiella rapporterna, och kommunicera enligt kraven i ISA, enligt sina iakttagelser”. Revisorn förväntas följa yrkesetiska krav, varav ett av de viktigaste är revisorns oberoende ställning. Revisorn skall även förhålla sig professionellt skeptisk i utförandet av en revision . ISA-standarderna åsidosätter inte andra riktlinjer eller lagstiftning, snarare förespråkas att de åtföljs. 
Nationell lagstiftning i gällande land föreskriver hur revisorn ska förhålla sig till sitt arbete. Exempelvis enligt 4 kap. 1 § (2015/1141) om yrkesetik i revisionslagen i Finland skall “en revisor utföra sina uppgifter enligt denna lag med yrkeskunskap, integritet och objektivitet och med bevarande av sin yrkesmässiga kriticism samt med en sådan omsorg som beaktar det allmänna intresset.” Det finns alltså föreskrifter i lagstiftningen och standarder gällande revisorns skyldigheter och uppgifter, men en del av föreskrifterna är ändå öppna för tolkning och revisorn måste använda sitt eget professionella omdöme i arbetet. Förväntningsgapet nämns inte explicit i lagstiftning eller standarder. Förväntningsgapet skapas av samhället då det uppstår oklarheter och missuppfattningar kring vad revisorn enligt lag och standarder får och skall göra.